# Amy Nimr
Amy Nimr, née au Caire le 9 août 1907 et morte à Paris le 24 janvier 1974, également connue sous le nom d'Amy Smart (du nom de son époux), est une artiste peintre, écrivain et mécène d'origine égyptienne. Elle est connue aussi pour ses  liens avec le groupe  Art et Liberté.

## Biographie
Amy Nimr est née au Caire dans une famille de la haute société. Son acte de naissance officiel indique qu'elle est née en 1907, mais beaucoup pensent qu'il est plus probable qu'elle soit née le 9 août 1898. Bien qu'elle soit de nationalité égyptienne, la mère d'Amy Nimr, Ellen Eynaud, est issue d'une famille ayant des ascendances britannique, française et autrichienne, et son père, Faris Nimr, est d'origine libano-syrienne. Son père est un « magnat des médias » qui, en 1879, fonde avec son associé un périodique scientifique et littéraire, al-Muqataf. Plus tard, en 1889, après avoir quitté Beyrouth pour s'installer en Égypte, ils fondent un journal du soir, al-Muqattam.
Pendant son enfance, Nimr reçoit une éducation essentiellement occidentale. Elle passe son temps entre l'Égypte, la France et l'Angleterre. Elle fréquente le Cheltenham Ladies' College, puis la Slade School of Fine Art de Londres de 1916 à 1920, ainsi que l'atelier du peintre post-impressionniste Walter Sickert.
En Europe, la carrière artistique de Amy Nimr prend son envol. Elle expose pour la première fois à Paris au Salon d'automne de 1925 et présente sa première exposition personnelle à la galerie Bernheim-Jeune un an plus tard, en 1926. Sa renommée en Égypte augmente grâce à plusieurs expositions publiques au Salon annuel du Caire à partir du début des années 1930. On dit que son travail attire l'attention du peintre Mahmoud Sa'id (en), l'une des figures les plus importantes de l'art moderne égyptien, et de Jean Moscatelli, l'un des membres fondateurs du groupe Art et Liberté. Entre 1930 et 1935, elle expose à la Warren Gallery de Londres, à la galerie Vignon de Paris et à la galerie Kasr al-Doubarah du Caire. C'est en Europe qu'elle découvre le surréalisme et participe à des expositions surréalistes aux côtés d'artistes tels que Barbara Hepworth et Robert Medley. 
De retour en Égypte dans les années 1930, elle rejoint le groupe surréaliste Art et Liberté et épouse Walter Smart, « un haut fonctionnaire britannique et un érudit réputé de l'arabe et du persan ». Ils ouvrent leur maison de Zamalek aux membres d'Art et Liberté, les initiant aux « tendances intellectuelles qui émanaient du cercle d'Henry Miller à la Villa Seurat », qu'elle connaissait lorsqu'elle vivait à Paris et occupait l'un de leurs studios. Elle organise également des salons dans sa maison pour permettre aux artistes d'exposer leurs œuvres et aide financièrement nombre d'entre eux en leur commandant des œuvres. Ses premières peintures (avant Art et Liberté) décrivent des aspects de la vie propres à l'Égypte tout en utilisant des techniques européennes traditionnelles telles que le clair-obscur. La plupart de ses premiers tableaux sont des portraits de Nubiens, de Bédouins lors de ses visites en Haute-Égypte et des portraits de femmes nues originaires de Nubie, du Soudan et d'Afrique subsaharienne. Elle peint également des natures mortes, des scènes religieuses et des images de la communauté juive d'Égypte. Son style prend un tournant au milieu des années 1940 lorsque, en 1943, elle subit une expérience traumatisante. Lors d'un pique-nique dans le désert de Saqqarah avec son mari et son fils Micky, ce dernier est tué par une mine antipersonnelle. Elle fait une pause dans sa peinture, mais lorsqu'elle s'y remet, ses tableaux sont constitués de cadavres, de squelettes et de corps défigurés. Une de ses toiles illustre par la présentation de restes de plusieurs squelettes humains dont les os s’entrechoquent dans les fonds marins, son horreur de la mort qui s'impose dans l'existence. Au milieu des années 1940, elle expose ces œuvres extrêmement sombres et surréalistes à l'Exposition de l'Art Indépendant, qui reçoit un accueil très favorable. En 1945, elle rédige une critique littéraire du poète grec Constantin Cavafy, né à Alexandrie, pour la revue intitulée Personal Landscape, créée par l'écrivain Lawrence Durrell et Robin Fedden, professeur d'anglais à l'université du Caire. Elle est la seule surréaliste égyptienne à contribuer à cette revue.
Après le coup d'État de 1952 en Égypte, la crise du canal de Suez en 1956 et la montée du nationalisme égyptien, Amy Nimr et son mari, comme plusieurs autres membres d'Art et Liberté, sont contraints de quitter l'Égypte. Amy Minr et son mari s'installent à Paris, où elle reste jusqu'à la fin de sa vie. Dans les années 1950, à l'instar de Ramsès Younane, membre d'Art et Liberté, Nimr devient exclusivement abstraite. Sa dernière exposition connue a lieu à la Galerie de Marignan à Paris en 1961. En 1974, elle meurt à Paris.